# Mario & Sonic at the Olympic Games
Mario & Sonic at the Olympic Games (català: "Mario & Sonic als Jocs Olímpics"; japonès: "マリオ&ソニック AT 北京オリンピック Mario ando Sonikku atto Pekin Orinpikku"; japonès literalment: "Mario & Sonic a les Olimpiades de Beijing") és un videojoc esportiu consistent en els personatges de la saga de Mario i els personatges de la saga Sonic competint als Jocs Olímpics d'Estiu 2008, a Pequín. Les plataformes disponibles són les dues actuals plataformes de Nintendo: la Wii i la Nintendo DS.
Aquest videojoc està oficialment llicenciat pel Comitè Olímpic Internacional. És el primer i de moment l'únic videojoc sobre els Jocs Olímpics d'Estiu 2008.

## Jugabilitat
Mario & Sonic porta junts els personatges dels títols i 14 més de les franquícies per a participar en estadis basats en els estadis oficials dels Jocs Olímpics d'Estiu de Pequín del 2008.

### Personatges
Aquest joc inclou 16 personatges disponibles, a més de la possibilitat d'elegir Miis a la versió per Wii. Cada personatge, té unes estadístiques que poden presentar avantatges i desavantatges segons l'esdeveniment. Els personatges estan dividits en quatre categories: complet, veloç, potent i hàbil.
| - Potent - Knuckles - Bowser - Vector the Crocodile - Wario | - Complet - Mario - Amy Rose - Luigi - Blaze | - Veloç - Sonic - Daisy - Shadow - Yoshi | - Hàbil - Peach - Tails - Waluigi - Eggman |

Cada cop que en un esdeveniment es fa un rècord destacat dins de les puntuacions de la consola, s'anomena rècord olímpic, i es guarda la puntuació o temps. I, a més, quan es fa un rècord destacat arreu del món, si el jugador té configurada la Nintendo Wi-Fi, es guarda el rècord mundial, la qual qualsevol altra persona amb Wi-Fi pot veure.

### Esdeveniments
El joc comprèn vint esdeveniments esportius, classificats en vuit esports: atletisme, gimnàstica, tir, canotatge, tir amb arc, aquàtics, esgrima i tennis taula. A més, hi ha quatre esdeveniments fantasia, els quals són esdeveniments esportius però modificats amb objectes, habilitats i llocs. A la versió per Nintendo DS, hi ha cinc esdeveniments fantasia exclusius: canotatge, boxa, basquetbol, salt de longitud i tir.
Al videojoc de Sega Mario & Sonic als Jocs Olímpics, existeixen diferents esports, o en anglès, events. En total n'hi ha vint per a la versió de Wii, i 16 per a la versió per a Nintendo DS.
Els esports de Mario & Sonic als Jocs Olímpics estan classificats en:
| Atletisme \| Pista: - 100 m. llisos - 110 m. tanques - 400 m. llisos - 400 m. tanques - 4x100 relleus \| Camp: - Salt d'alçada - Triple salt - Salt de longitud - Salt amb perxa - Llançament de martell - Llançament de javelina \| | Gimnàstica - Trampolí - Salt sobre cavall                                                                                | Tir: - Skeet                                 |
| Rem: - Scull individual | Esports fantasia: - Atletisme fantasia - Esgrima fantasia - Plataforma fantasia - Tennis de taula fantasia               | Tir amb arc: - Tir amb arc                   |
| Natació: - 100 m. estil lliure - 4x100 m. estil lliure | Esgrima: - Esgrima individual                                                                                            | Tennis de taula - Tennis de taula individual |
| Pista: - 100 m. llisos - 110 m. tanques - 400 m. llisos - 400 m. tanques - 4x100 relleus | Camp: - Salt d'alçada - Triple salt - Salt de longitud - Salt amb perxa - Llançament de martell - Llançament de javelina |                                              |

## Atletisme

Pictograma de l'atletisme

Aquesta categoria està dividida en dos: Atletisme Pista i Atletisme Camp. Inclou 100 m. llisos, 110 m. tanques, 400 m. llisos, 400 m. tanques, 4x100 relleus, salt d'alçada, triple salt, salt de longitud, salt amb perxa, llançament de martell i llançament de javelina.

### Pista
La subcategoria Atletisme Pista inclou cinc esports: 100 m. llisos, 110 m. tanques, 400 m. llisos, 400 m. tanques i 4x100 relleus.
100 metres llisosAls cent metres llisos es pot jugar amb el Wii Remote o amb el Wii Remote i Nunchuk (es pot ambdues coses). L'objectiu és, lògicament, arribar fins a la línia d'arribada situada a 100 metres de la sortida. Els personatges més adequats per a aquest esport són "Sonic" i "Shadow". També es pot fer servir altres personatges de la categoria "Veloç" o "Complet", com Mario o Luigi.
400 metresA aquest esport s'ha d'utilitzar el Wii Remote juntament amb el Nunchuk. Funciona igual que l'anterior, l'únic que en aquest el personatge es cansarà al cap d'una estona, i haurà de recuperar l'energia.